# Lac qui Parle megye
Lac qui Parle megye az Amerikai Egyesült Államokban, azon belül Minnesota államban található. Megyeszékhelye Madison, legnagyobb városa Madison. Lakosainak száma 6719 fő (2020. április 1.). Lac qui Parle megye Big Stone, Chippewa, Swift, Yellow Medicine, Grant és Deuel megyékkel határos.

## Népesség
A megye népességének változása:
| Lakosok száma | 7231 | 7232 | 7128 | 7027 | 6856 | 6719 |
|               | 2010 | 2011 | 2012 | 2013 | 2015 | 2020 |